# Sabana Westpunt
Sabana Westpunt – miejscowość na Curaçao zamieszkiwana przez 783 osoby.